# Tryphon fulvilabris
Tryphon fulvilabris är en stekelart som beskrevs av Johann Ludwig Christian Gravenhorst 1829. Tryphon fulvilabris ingår i släktet Tryphon och familjen brokparasitsteklar. Inga underarter finns listade i Catalogue of Life.